# نحف
نحف (به لاتین: Nahf) یک منطقهٔ مسکونی در اسرائیل است که در شمال واقع شده‌است.